# Essohounamondom Tchalim
Essohounamondom Tchalim (né en 1986) est un athlète togolais spécialiste du lancer du disque. Il remporte la médaille d'argent aux Jeux africains de 2015.

## Palmarès
| Date | Compétition             | Lieu        | Résultat | Épreuve          | Marque  |
| ---- | ----------------------- | ----------- | -------- | ---------------- | ------- |
| 2015 | Jeux africains          | Brazzaville | 2e       | Lancer du disque | 52,72 m |
| 2017 | Jeux de la Francophonie | Abidjan     | 3e       | Lancer du disque | 50,47 m |